# First Division (Malta) 1926/27
Die First Division 1926/27 war die 16. Spielzeit in der Geschichte der höchsten maltesischen Fußballliga. Meister wurde zum siebenten Mal der FC Floriana.

## Vereine
Im Vergleich zur Vorsaison verzichteten Valletta United, Msida Rovers und Sliema Rangers auf die Teilnahme.

## Modus
Die Saison wurde in einer einfachen Runde ausgetragen. Für einen Sieg gab es zwei Punkte, für ein Unentschieden einen und für eine Niederlage keinen Punkt. Bei Punktgleichheit wurde um die Meisterschaft ein Entscheidungsspiel ausgetragen.

## Abschlusstabelle
| Pl. | Verein               | Sp. | S | U | N | Tore    | Quote | Punkte |
| --- | -------------------- | --- | - | - | - | ------- | ----- | ------ |
| 1.  | FC Floriana          | 3   | 2 | 1 | 0 | 003:100 | 3,00  | 05:10  |
| 2.  | Sliema Wanderers (M) | 3   | 1 | 1 | 1 | 003:200 | 1,50  | 03:30  |
| 3.  | FC St. George’s      | 3   | 0 | 2 | 1 | 001:200 | 0,50  | 02:40  |
| 4.  | Valletta Rovers      | 3   | 0 | 2 | 1 | 001:300 | 0,33  | 02:40  |

Platzierungskriterien: 1. Punkte – 2. Torquotient
| Zum Saisonende 1926/27:                   |                                       |
| Maltesischer Meister 1926/27: FC Floriana |                                       |
|                                           |                                       |
| Zum Saisonende 1925/26:                   |                                       |
| (M)                                       | Amtierender Meister: Sliema Wanderers |

## Kreuztabelle
| 1926/27          | FC Floriana | Sliema Wanderers | FC St. George’s | VRO |
| ---------------- | ----------- | ---------------- | --------------- | --- |
| FC Floriana      |             | 2:1              | 1:0             | 0:0 |
| Sliema Wanderers | –           |                  | 0:0             | 2:0 |
| FC St. George’s  | –           | –                |                 | 1:1 |
| Valletta Rovers  | –           | –                | –               |     |